# Savezničko bombardiranje Slavonskog Broda
Zračno bombardiranje Slavonskog Broda su provodile savezničke snage od 2. travnja 1944. do 17. travnja 1945. Procjenjuje se da razrušeno ili oštećeno približno 80 posto objekata u gradu, a visok je i broj poginulih prema u Slavonskom Brodu i u susjednom Bosanskom Brodu s južne strane rijeke Save: u dostupnoj dokumentaciji za oba Broda evidentirano je 897 poginulih civila i 244 vojnika, te daljnjih 708 ranjenih civila i 28 vojnika.

## Strateška važnost Slavonskog Broda
Preko Slavonskog Broda su išle glavne komunikacije kojima su za Njemačku dolazile razne robe iz Bosne i Hercegovine, od kojih je osobitu stratešku važnost imao boksit, glavna sirovina u proizvodunji aluminija, neophodnoga u ratnoj proizvodnji, osobito u provizvodnji aviona. Uz to su preko Slavonskog Broda prolazile važne komunikacije za vojne snage Njemačke i NDH raspoređene u BiH.
Kroz Slavonski Brod je prolazila također željeznička pruga koja je iz pravca Njemačke preko Zagreba vodila prema Beogradu i dalje prema Grčkoj pod njemačkom okupacijom, te se napadima na Slavonski Brod također mogao prekidati promet tim važnim prometnim pravcem.
U Bosanskom Brodu, odmah preko rijeke Save, nalazila se strateški važna rafinerija nafte. 

## Zračni udari na Slavonski Brod
Grad i njegova okolica bombardirani su 12 puta. U savezničkim napadima na Slavonski Brod bačeno je 15.898 komada bombi prosječne težine 250 kilograma, tj. 4.000 tona bombi. Slavonski Brod je 1939. imao 2.500 stambenih zgrada od kojih je srušeno 475 teško oštećeno i djelomično oštećeno 187, lakše oštećeno 819, a neznatno oštećeno 276.
O stvarnosti zračnih napada svjedoči pismo građanina Slavonskog Broda od 11. srpnja 1944.: “Prošao sam kroz bombardirane četvrti i tu su se redale strahovite slike strave, pustošenja i tragedije. (...) Djeca bez roditelja i ikoga-zaštita ih zakapa- djete skače u grob za roditeljima. (...)Brod je postao grad smrti i prestrašenih sjena.“[nedostaje izvor]
U osobito teškom napadu 19. siječnja 1945. godine je grad napalo oko 700 “Letećih tvrđava” i “Liberatora”, u 58 valova, a u trajanju od 130 minuta. Bačeno je oko 7 tisuća bombi od 50 do 500 kilograma, od kojih je oko 5% bilo tempiranih, te su se one aktivirale tijekom sljedećih dana, prouzrokojući daljnje ljudske žrtve i materijalnu štetu.[nedostaje izvor]
Od slavonskobrodskih šest veletrgovačkih tvrtki i 217 trgovačkih radnji iz 1939. godine, kraj II. svjetskog rata dočekalo je svega 45 trgovačkih radnji.
Most preko Save je koji je tijekom rata dva puta srušen u potpunosti, a više puta oštećen.